# Тротман, Рой
Кардинал Лерой Тротман (Тротмен, англ. Cardinal LeRoy Trotman; род. 9 мая 1944) — барбадосский профсоюзный и политический деятель.

## Биография
Тротман родился в Батшибе и учился в Вест-Индском университете, где получил степень по экономике, истории и английской филологии, а затем в Университете Рутгерса, став в 1976 году дипломированным магистром по педагогике рабочих специальностей.
Работал учителем и университетским преподавателем, вступил в ведущий профсоюз на острове — Союз рабочих Барбадоса (Barbados Workers' Union, BWU). В 1960-х годах был избран президентом отделения профсоюза в современной средней школе (Modern High School). С 1971 года был освобождённым работником в профсоюзе, сначала в качестве личного помощника его генерального секретаря Фрэнка Уолкотта.
В 1978 году Тротман был назначен заместителем генерального секретаря и директором организации профсоюза. Он также участвовал в политической борьбе и в 1986 году победил на выборах в Палату собрания Барбадоса, представляя Центральный Сент-Майкл от Демократической рабочей партии.
В 1989 году был параллельно избран президентом Карибского конгресса труда, что повысило его международный авторитет; в 1992 году он стал уже президентом всей Международной конфедерации свободных профсоюзов. Будучи первым чёрным во главе этого глобального профсоюзного объединения, он занимал должность президента два срока, после чего ушёл на пост вице-президента.
В том же 1992 году Уолкотт по состоянию здоровья решил оставить пост главы BWU. Тротман стал исполняющим обязанности генерального секретаря, а затем был избран преемником Уолкотта. В 1994 году он перешёл из Палаты собрания в Сенат Барбадоса. В следующем году он основал Конгресс профсоюзов и ассоциаций служащих Барбадоса и был избран его первым президентом. В 2002 году он стал председателем рабочей группы руководящего органа Международной организации труда (МОТ).
Тротман ушёл на пенсию из МОТ в 2011 году и из BWU в 2014 году. В знак признания его заслуг он был посвящён в рыцари в 2002 году, а в 2006 году получил звание почётного доктора Вест-Индского университета.
Женат на Маргарет Тротман-Рейд, с которой у них двое детей.